# Монастирщинський район
Монастирщинський район (рос. Монастырщинский район) — адміністративна одиниця Смоленської області Російської Федерації.
Адміністративний центр — смт Монастирщина.

## Географія
Територіально район межує: на північному заході із Краснинським, на північному сході зі Смоленським, на сході із Починковським, на південному сході із Хіславицьким районами Смоленської області. На південному заході і заході район межує з Білоруссю. Площа території - 1513,75 км².
Район розташовано на Смоленсько-Краснинській височині. Вододіл річки Дніпро і Сож.

## Історія
В 1929 році було утворено Монастирщинський район з центром у Монастирщині.

## Адміністративний поділ
До складу району входять одне міське та 9 сільських поселень:
| Муніципальне утворення              | Чисельність населення, ос. | Площа, км² | Адміністративний центр |
| ----------------------------------- | -------------------------- | ---------- | ---------------------- |
| Монастирщинське міське поселення    | 4,23 тис.                  | 8,17       | смт Монастирщина       |
| Александровське сільське поселення  | 1,19 тис.                  | 205,44     | село Слобода           |
| Барсуковське сільське поселення     | 1,09 тис.                  | 145,88     | село Барсуки           |
| Гоголівське сільське поселення      | 1,06 тис.                  | 180,41     | село Гоголівка         |
| Добросельське сільське поселення    | 0,70 тис.                  | 139,4      | село Добросельє        |
| Любавицьке сільське поселення       | 0,61 тис.                  | 147,0      | село Любавичи          |
| Новомихайловське сільське поселення | 0,98 тис.                  | 867,4      | село Новомихайловське  |
| Слободське сільське поселення       | 0,75 тис.                  | 70,7       | село Октябрське        |
| Соболєвське сільське поселення      | 0,79 тис.                  | 207,3      | село Соболєво          |
| Татарське сільське поселення        | 1,09 тис.                  | 234,4      | село Татарськ          |